# 姉ゲー
姉ゲー（あねげー）は、「姉」が恋愛対象の主要登場人物となるギャルゲーやアダルトゲームの総称である。

## 歴史
もともとギャルゲーにおいて、主人公よりも年上の女性が登場すること自体は珍しくなかった。姉のような立場のヒロインに集中した作品としては、1996年の時点で、従姉とその友人が暮らす家に主人公が居候する『カミングハート』がメイビーソフトから発売されている。だが萌え属性としての指向性を持って年長ヒロインを包括する概念は長らく成立しなかったため、「妹」や「メイド」のようにゲームジャンルとしてブームを起こすことはなかった。
転機となったのは2001年である。7月に発売されたMarronの『秋桜の空に』に登場する桜橋涼香は主人公の年上の幼なじみであり、「ダダ甘」と表現される強烈なほどの主人公に対する愛情表現で注目を浴びた。また同年にはディーオーから、義理の姉弟が禁忌に苦悩する様を描いた『Crescendo 〜永遠だと思っていたあの頃〜』が発売されている。
2003年になると、Marronの2作目『お姉ちゃんの3乗』やきゃんでぃそふとの『姉、ちゃんとしようよっ!』など、登場するヒロインの構成が姉中心になった作品が各社から同時多発的に発売され、「姉属性」のブームが到来した。先行する「妹」から「姉」へと潮流が移行した理由は、「妹萌え」が現実的要素を導入しながら発展するうちに、兄妹間恋愛のリアリティを徹底的に追求した『恋風』のような作品にまで至り、観念として飽和したからだと本田透は分析している。

## 概説
近親者間での婚姻ないし性交渉を禁じるインセスト・タブーは普遍的に見られるものであり、本来なら姉は弟の恋愛対象になるものではないが、ギャルゲーでは姉がヒロインとなり得る。ただしコンピュータソフトウェア倫理機構による規制などもあって、しばしば義理の姉弟関係と設定されたり、あるいは義理ですらなく単に親しい年上の女性を姉と呼んでいる場合もある。
初期のギャルゲーでは、美男子の主人公がヒロインから好意を寄せられるというプレイヤーの素朴な願望を反映した設定が多かったが、こうした手法はリアリティに乏しかったためすぐに廃れた。次いで、ヒロインを宇宙人やロボットのようにファンタジックな存在とし、価値観が独特なので平凡な主人公でも愛してくれると理由づけする作品が普及した。しかし当然ながらファンタジーは実在するものではないため、より身近な無条件の愛をくれる存在として、家族がヒロインの題材に求められるようになった。恋愛という一時的な関係が結婚を経て家族という恒久的な関係に続くのであれば、はじめから家族関係にある人物と恋愛するほうが効率的だという理論は、現実にはありえないが思考実験としては成り立つ。
家族関係において、姉は弟よりも年長であり、立場が上である。そのため弟からしてみれば、姉は愛情を注ぎ庇護を与えてくれる頼もしい存在となる一方で、同じく年長の家族である母に比べると立場の差は小さく、より親密な関係である。上下関係にありながら近しくもあるという間柄は、下位の者の成長によってさらに接近し得る。特に弟は男性であるため、少なくとも体格では姉に追いつくことができ、関係の変化によるドラマを生みやすい。
インセスト・タブーについては深く考えない気楽な作風のゲームも多いが、禁忌への葛藤を正面から取り上げる作品もある。法律やゲーム業界の規制に抵触しない義理の姉弟であったとしても、近親者で結ばれることは人間関係の閉塞化を招きかねない。社会から途絶されるという恐怖は当事者のうち年長の者、この場合は姉に対してより強く表れるものであり、ヒロインが深く苦悩する構図となって物語の味わいが増す。